# Muzułmańskie Mindanao
Muzułmańskie Mindanao (nazwa oficjalna: Region Autonomiczny na Muzułmańskim Mindanao, ang. Autonomous Region in Muslim Mindanao, ARMM) – terytorium autonomiczne istniejące w latach 1989–2019 w południowo-zachodniej części wyspy Mindanao, należącej do Filipin.
Powierzchnia regionu wynosiła 12 695 km². W 2010 roku jego populacja liczyła 3 256 140 mieszkańców.
Region obejmował pięć prowincji Filipin zamieszkanych w większości przez ludność muzułmańską:
- Basilan (bez miasta Isabela)
- Lanao del Sur
- Maguindanao
- Sulu
- Tawi-Tawi.

Region został utworzony na podstawie aktu organicznego z 1 sierpnia 1989 roku. W celu ustalenia zasięgu terytorialnego nowego regionu, w kilkunastu prowincjach Mindanao został przeprowadzony plebiscyt. W jego wyniku jedynie cztery prowincje opowiedziały się za przynależnością do Muzułmańskiego Mindanao. 6 listopada 1990 r. w mieście Cotabato (tymczasowej stolicy) nastąpiła oficjalna inauguracja nowego regionu. W 2001 r. region został poszerzony o prowincję Basilan i miasto Marawi. Region został zlikwidowany w 2019 roku, a jego obszar wszedł w skład nowo utworzonej autonomicznej jednostki Bangsamoro. 